# 石田善人
石田 善人（いしだ よしひと、1926年5月25日 - 1996年12月4日）は、日本の歴史学者。岡山大学名誉教授。専門は日本中世史。

## 経歴
神戸市生まれ。県立明石中学校（現：兵庫県立明石高等学校）、東京高等師範学校、1952年京都大学文学部卒業。卒業論文は、「畿内の一向一揆に関する一考察」。
1961年神戸大学教育学部講師、1962年同助教授を経て、1970年に岡山大学教養部教授。1992年に定年退官し、神戸女子大学教授。
1992年、岡山大学名誉教授。1993年、文化庁地域文化功労者表彰。1996年、兵庫県文化賞受賞。逝去にあたり、正四位・勲三等旭日中綬章を贈られた。
日本中世における惣村の研究を大きく進めた。

## 共編
- （本巻編集：田代克己、渡辺武）『日本城郭大系』 第12巻《大阪・兵庫》、新人物往来社、1981年3月15日。(要登録)